# Area archeologica demaniale Bosco Littorio
Bosco Littorio è una zona sabbiosa con fitta vegetazione sulla costa siciliana nel comune di Gela,  al cui interno si trova un'area archeologica che conserva i resti di un emporio greco, risalente al periodo compreso tra VIII e V secolo a.C.

## Bosco Littorio
La zona prese il nome attuale durante il Ventennio. 
Fino agli anni settanta l'area veniva usata dai gelesi per rinfrescarsi d'estate e da qui scendere a mare. Era inoltre frequentata dai tombaroli, che vi sottraevano manufatti scavati dalle sabbie.
Nel 1983 vi furono condotti gli scavi archeologici che portarono alla conoscenza dell'emporio e dal 1992 l'area appartiene al demanio regionale con l'istituzione della Soprintendenza di Caltanissetta di cui tuttora ospita la sede gelese. L'area boschiva, ad ingresso libero è stata recintata e protetta dal Corpo Forestale della Regione Siciliana; l'area archeologica è dal 29 maggio 2009 aperta alle visite.

## Emporio arcaico

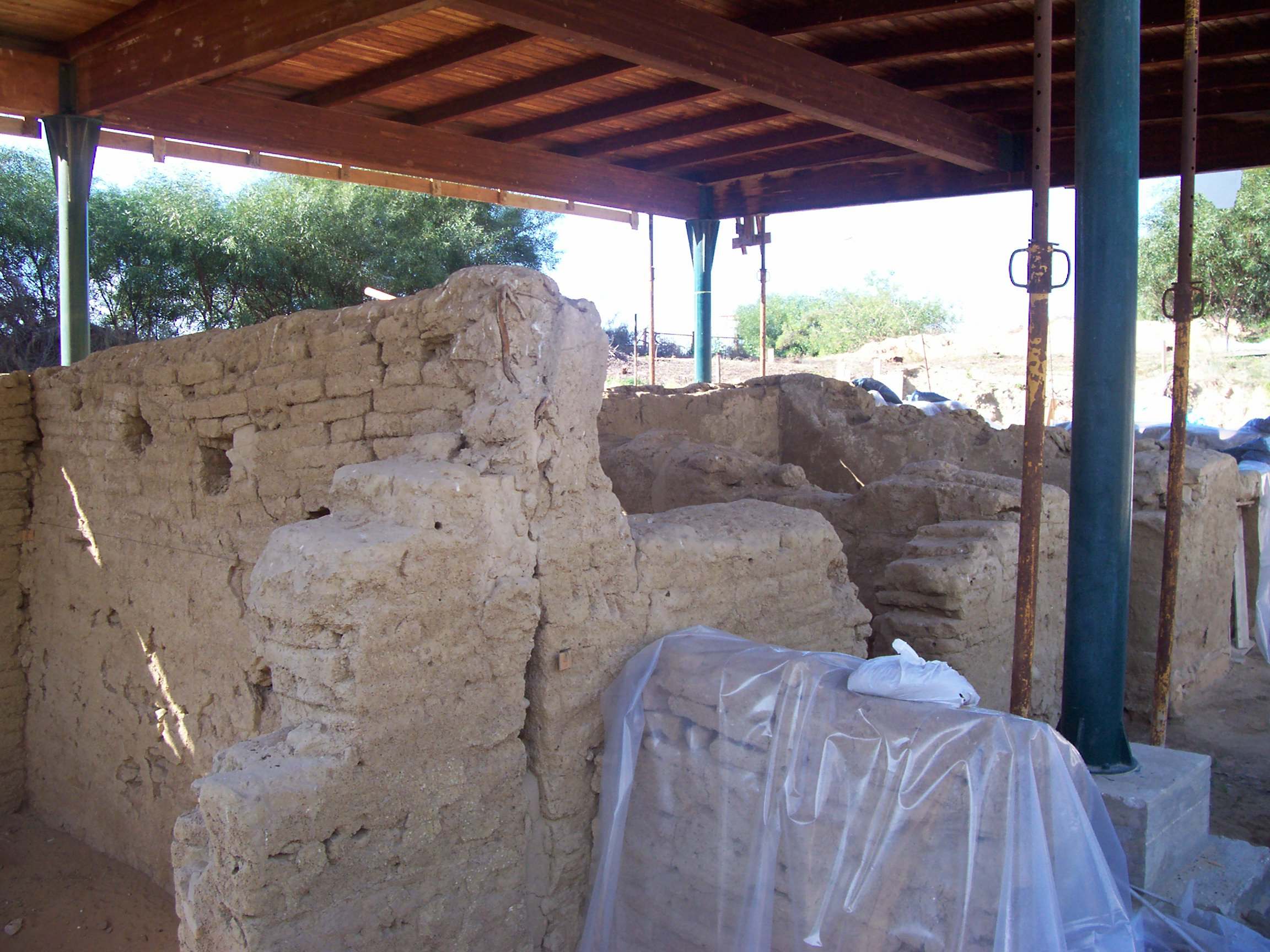
Scavi dell'antico emporio: è evidente la traccia dei fori di alloggiamento per le travi del soffitto

L'Emporio arcaico, così identificato dagli archeologi, conserva numerose strutture (oltre la decina) che appartengono ad un ampio quartiere, il quale si estendeva dal porto sul mare all'acropoli (il sito dell'antica acropoli occupa oggi la collina denominata Molino a vento) dell'antica città greca di Gela, in una zona delimitata dal fiume Gela a sud-est. Si tratta di edifici costituiti da vani quadrangolari piuttosto regolari. I muri sono conservati fino a più di 2 m di altezza e in alcuni casi conservano la linea di posa delle antiche travi del tetto. In diversi casi si conserva ancora lo strato di intonaco che rivestiva internamente le pareti. In una delle strutture è integra la porta di ingresso composta dagli stipiti e dall'architrave. L'alzato era edificato in mattoni crudi, essiccati al sole, probabilmente realizzati in serie dato che quasi tutti presentano le stesse misure: circa 60 x 60 x 15 cm.
Una prima fase di vita di questo quartiere è databile al periodo della fondazione della colonia greca (VIII secolo a.C.). Il sito si sviluppò nel VI secolo, fino alla sua distruzione dopo il 480 a.C., probabilmente per cause naturali, forse un maremoto: tracce di un evento traumatico sono evidenti nei crolli delle pareti di alcuni degli ambienti. Sui resti del quartiere arcaico è testimoniata un'ulteriore fase vitale, caratterizzata dalla celebrazione di banchetti probabilmente a scopo rituale.
La scoperta del sito avvenne durante i lavori per le fondamenta di quello che avrebbe dovuto essere un asilo comunale. Sulla base di una segnalazione i lavori vennero interrotti e il cantiere per la struttura venne spostato in un'area più sicura.
Nel dicembre 1999, durante alcuni scavi archeologici effettuati ad ovest del Bosco sotto la direzione della soprintendente Rosalba Panvini e condotti dall'archeologa Lavinia Sole, sono stati rinvenuti tre altari fittili, datati al decennio 490-480 a.C. e decorati da figure mitologiche a rilievo: in uno la gorgone Medusa (la cui raffigurazione rimanda al modello analogo in antefissa esposto al museo "Paolo Orsi" a Siracusa), con i due figli Pegaso e Cresaore sotto le braccia, in un altro la dea Eos nell'atto di rapire Thanatos ed infine nel terzo altare la rappresentazione di una triade femminile di incerta identificazione. Gli altari sono esposti nel Museo archeologico regionale di Gela.
Un nuovo ciclo di campagne di scavo è iniziato a novembre del 2007 per la realizzazione della nuova copertura e si è concluso nell'anno successivo, a settembre, ed è stato svolto in concomitanza al recupero delle navi arcaiche rinvenute sul fondale antistante. Le due scoperte, le navi arcaiche e l'emporio, sono considerate dagli studiosi un unico oggetto di ricerca, in quanto probabilmente legati dal medesimo evento catastrofico.
In occasione della "tre giorni" intitolata Traffici, commerci e vie di distribuzione nel Mediterraneo tra protostoria e V secolo a.C. (27- 29 maggio 2009) si è potuto inaugurare il sito che è oggi usufruibile al pubblico. L'emporio, aperto al pubblico degli "addetti ai lavori" partecipanti al convegno il 27 maggio, è aperto alle visite da venerdì 29 maggio 2009.
All'interno dell'area sorgerà il Museo del Mare, dove troverà collocazione stabile la nave greca di Gela risalente al V secolo a.C.

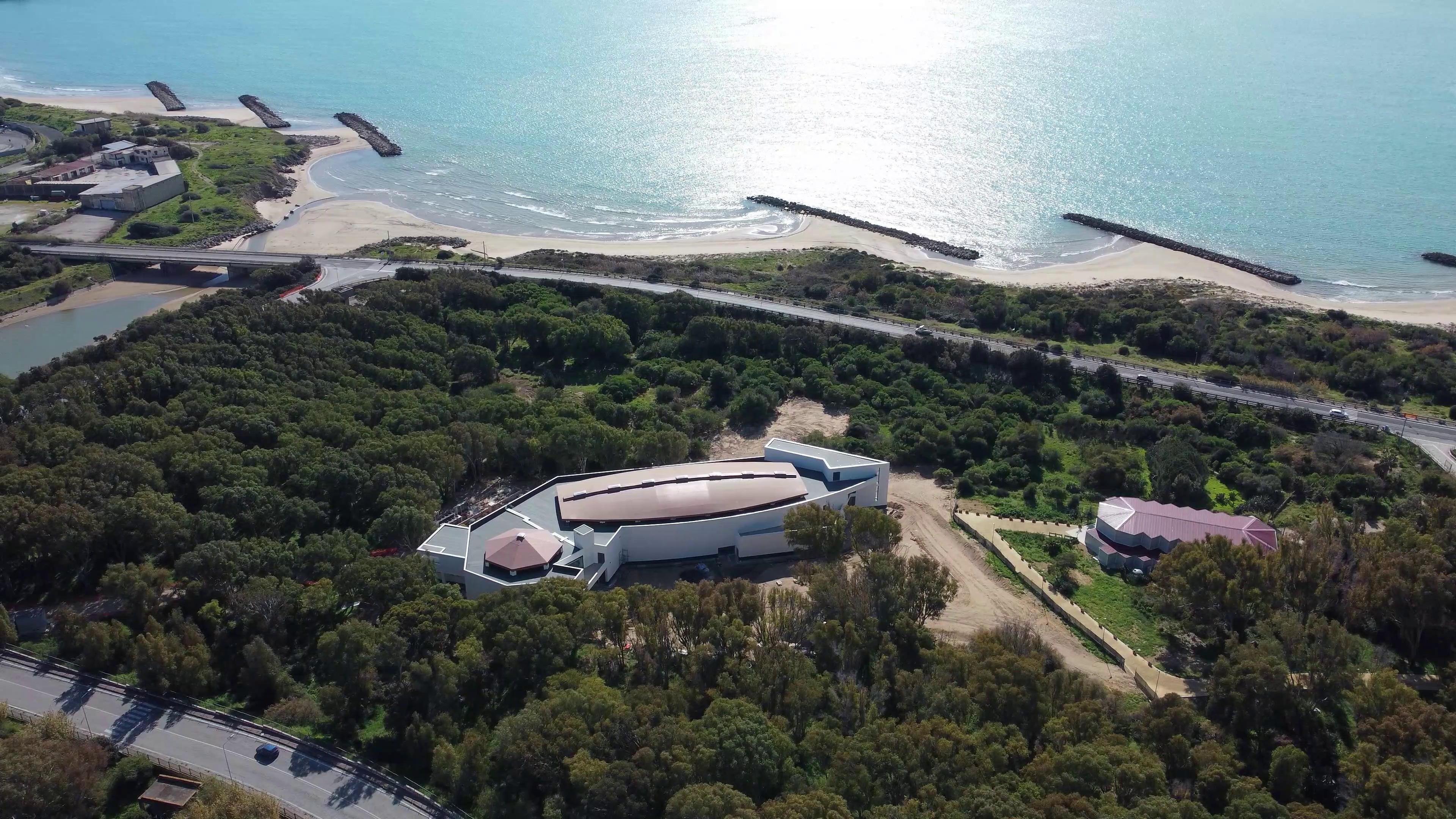
Veduta aerea del Museo del Mare di Gela, attualmente in costruzione